# Priječani
Priječani (szerbül: Пријечани), falu Banja Luka községben, Bosznia-Hercegovinában, Bosanska krajina területén, a Szerb Köztársaságban. 

## Fekvése
Bosznia-Hercegovina északi részén, Banja Lukától légvonalban és közúton 5 km-re északra, az Orbász jobb partján, 140-250 méteres magasságban fekszik. 

## Népessége
| Nemzetiségi csoport | Népesség 1991 | Népesség 2013 |
| ------------------- | ------------- | ------------- |
| Szerb               | 151           | 1964          |
| Bosnyák             | 4             | 2             |
| Horvát              | 583           | 42            |
| Jugoszláv           | 77            | 3             |
| Egyéb               | 25            | 23            |
| Összesen            | 840           | 2034          |

## Története
A település 1878-ig tartozott az Oszmán Birodalomhoz, ekkor a berlini kongresszus határozata alapján az Osztrák-Magyar Monarchia része lett. 1910-ben a Banja Luka-i járáshoz tartozó településen 35 háztartást, 235 római katolikus és 4 muszlim lakost találtak. A monarchia szétesésével 1918-ban előbb a Szerb-Horvát-Szlovén Királyság, majd 1929-től a Jugoszláv Királyság része. 1921-ben a községnek összesen 67 háztartása és 806 lakosa volt. Jugoszlávia megszállása után a Független Horvát Állam (NDH) része lett. 1945-től a szocialista Jugoszlávia része volt. 
A boszniai háború végén majdnem az összes katolikus horvátot elüldözték, így 2013-ban már csak 42-en voltak. A daytoni békeszerződést követő területfelosztásnál Banja Luka község részeként a Szerb Köztársaság területéhez került. Az egykori, döntően horvát lakosságú falut ma már döntően szerb lakosság lakja, akik túlnyomórészt Bihács, Glamoč, Bosanski Grahovo és Kupres környékéről származnak, és a háború végén menekültek el ezekről a területekről.

## Nevezetességei
- Osztrogi Szent Vaszilij tiszteletére szentelt pravoszláv temploma

- A piječani katolikus temető aránylag újkeletű, a 20. század elején létesült. Eredetileg fakápolna volt benne, melynek helyére később egy új, szerény méretű, téglából épült kápolna is épült. Később egy tágasabb kápolnát építettek, melyben vasárnaponként és ünnepnapokon tartották az istentiszteletet. A kápolna mellett fából készült harangláb épült, de az utóbbi időben a haranglábat vasszerkezetére helyezték. A kápolnát 1995-ben szerbek törték fel, a berendezés megsemmisült, maga az épület is kisebb károkat szenvedett.[6]

## Híres emberek
- Itt született 1945. szeptember 8-án Vinko Puljić bíboros, 1991 és 2022 között Vrhbosna-Szarajevó római katolikus érseke.[7]